# Mikkel Malmberg
 Der er for få eller ingen kildehenvisninger i denne artikel, hvilket er et problem. Du kan hjælpe ved at angive troværdige kilder til de påstande, som fremføres i artiklen.

Mikkel Malmberg (født 31. maj 1986) er en dansk standupkomiker. Han blev for alvor landskendt i 2010, gennem TV 2 Zulus 4. omgang af Comedy Fight Club hvor han opnåede en 3. plads. I marts 2011 startede han podcasten Fup i farvandet med Comedy Fight Club-kollegaen Morten Wichmann.
På samme kanal har han deltaget i 6. udgave af Zulu Djævleræs, et afsnit af Stand-up.dk med Lasse Rimmer og senest i Zulufonen som fast vært med kollegaen Karsten Green og skuespiller Mathilde Norholt.
I februar 2012 var han på klubturné (Comedy Zoo on Tour) landet rundt, sammen med Thomas Warberg og Brian Mørk.
Han har især fået succes på scenen med sine sange, som ofte indgår i hans show (herunder Robin Hood-sangen).

## Privat
Malmberg fik et barn i efteråret 2014. Allerede i marts måned havde han annonceret at han skulle være far i sin og Morten Wichmanns podcast Fup i farvandet.